# 椿海村
椿海村（ちんかいむら）は、千葉県匝瑳郡にかつて存在した村である。

## 地理
- 現在の匝瑳市、旧八日市場市の北東部に位置する。
- 村域は台地と平地が入り組む谷戸が多い地形になっている。

## 歴史
村名は椿村の椿と春海村の海を組み合わせて椿海村となった。

### 沿革
- 1889年（明治22年）4月1日 - 町村制施行に伴い、椿村・春海村が合併し、匝瑳郡椿海村が発足。
- 1954年（昭和29年）3月31日 - 椿海村は八日市場町・平和村・匝瑳村・豊栄村・須賀村・共興村・吉田村・飯高村・豊和村と合併して八日市場町が発足。椿海村は消滅。

変遷表
| 1868年 以前 | 1868年 以前 | 明治22年 4月1日 | 昭和29年   | 昭和29年 | 平成18年 1月23日 | 現在   |
| 1868年 以前 | 1868年 以前 | 明治22年 4月1日 | 3月31日    | 7月1日   | 平成18年 1月23日 | 現在   |
| ----------- | ----------- | --------------- | ---------- | -------- | ---------------- | ------ |
|             | 椿村        | 椿海村          | 八日市場町 | 市制     | 匝瑳市           | 匝瑳市 |
|             | 春海村      | 椿海村          | 八日市場町 | 市制     | 匝瑳市           | 匝瑳市 |

## 人口・世帯

### 人口
総数 [単位： 人]
| 1891年（明治24年） | 1,909 |
| 1920年（大正 9年） | 2,289 |
| 1930年（昭和 5年） | 2,479 |
| 1954年（昭和29年） | 3,942 |

### 世帯
総数 [単位： 世帯]
| 1920年（大正 9年） | 401 |
| 1930年（昭和 5年） | 418 |
| 1954年（昭和29年） | 720 |